# Estado Norte
Norte (en árabe: الشمالية Ash-Shamaliyah) es uno de los 18 estados de Sudán. Tiene un área de 348 765 km² y una población estimada de 600 000 (2000). Dongola es la capital del estado. El pueblo de Wadi Halfa, un cuartel del ejército británico en el siglo XIX, está localizado en el norte del estado, junto al Nilo y la frontera egipcia.
- Datos: Q310118